# 볼티모어 오리올스 (19세기)

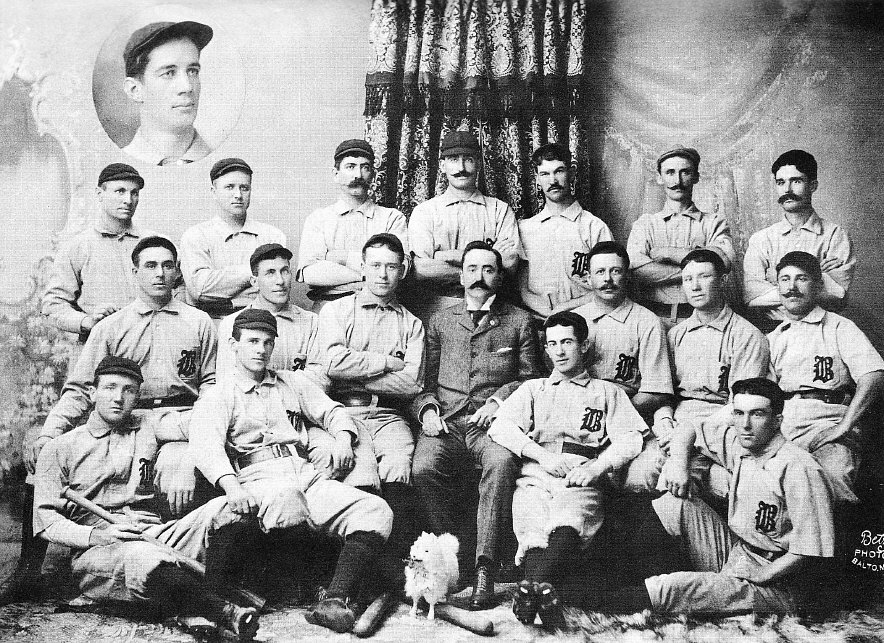
1896년 볼티모어 오리올스.

볼티모어 오리올스(Boltimore Orioles)는 19세기 1882년부터 1899년까지 아메리칸 어소시에이션과 내셔널 리그에 있던 팀이다. 후일 명예의 전당에 입성한 많은 선수들이 이 팀을 거쳐갔고, 3년 연속 1위 (1894-1896)를 차지했으며 템플 컵을 2회 (1896, 1897) 들어올렸다. 성공에도 불구하고 1899년 시즌 이후 사라졌다.